# Aigner (trampolino)
L'Aigner (ufficialmente, in tedesco: Aigner-Schanze, "trampolino Aigner") è un trampolino situato a Hinzenbach, in Austria, entro il complesso Energie AG-Skisprung Arena.

## Storia
Aperto nel 2010, l'impianto ha ospitato una tappa della Coppa del Mondo di salto con gli sci 2012.

## Caratteristiche
Il trampolino ha il punto K a 85 m; il primato di distanza appartiene all'austriaco Markus Eggenhofer (100 m nel 2011); il primato femminile (96 m) è stato stabilito dalla sua connazionale Daniela Iraschko nel 2012. Il complesso è attrezzato con salti minori K40, K20 e K10.